# 荃灣南 (選區)
荃灣南（英語：Tsuen Wan South，代號K03）是香港荃灣區議會下轄的選區，2019年設立，涵蓋多個私人屋苑，2023年取消，末任區議員為無黨籍的陸靈中。

## 範圍
選區位於荃灣市中心西南部，故以此為名，由多個私人屋苑組成，包括萬景峰、御凱、爵悅庭、立坊、樂悠居、海天豪苑及環宇海灣；與其相鄰的選區有荃灣西、德華、楊屋道與及海濱，投票站設於荃灣聖芳濟中學。

## 沿革
2018年選舉管理委員會因應原有德華、楊屋道及荃灣西選區2019年預計人口均會超出法例許可的上限，需要增加新選區以吸納超出的人口。當中原楊屋道選區內爵悅庭的位置劃出新選區，並吸納德華選區的萬景峰及荃灣西選區的御凱及環宇海灣，使各選區人口調整到法例許可幅度之內。由於新增席位影響到民建聯立法會議員兼楊屋道區議員陳恒鑌，陳有意轉到本區。諮詢時未有接獲反對意見，結果維持原有計劃，設立本選區。
2019年區議會選舉，一直有傳會在此區參選的立法會議員兼楊屋道選區區議員陳恒鑌，最終並沒有參選，而在此區派出香港航空國際事務總經理的陳，同樣兼任立法會議員及荃灣區議員的田北辰所創立的實政圓桌，亦派出馬庭熙出選此選區，試圖增加實政圓桌議席，出現建制派「撞區」局面，另外民主派公民黨亦派出報稱任職補習老師的陸靈中出選。最終陸靈中取得逾半票數的3,261票，擊敗兩位建制派候選人成功當選，成為本區首任議員。2021年6月20日，陸靈中與另外多位區議員同時宣佈退出公民黨。

## 歷屆議員
| 屆別           | 議員   | 政治聯繫 | 政治聯繫        |
| -------------- | ------ | -------- | --------------- |
| 2020年－2023年 | 陸靈中 |          | 公民黨 → 無黨籍 |

## 歷屆選舉結果
| 政党   | 政党     | 候选人    | 票数  | %     | ±      |
| ------ | -------- | --------- | ----- | ----- | ------ |
|        | 民建聯   | ①. 陳     | 1,860 | 30.99 | 新選區 |
|        | 公民黨   | ②. 陸靈中 | 3,261 | 54.34 | 新選區 |
|        | 實政圓桌 | ③. 馬庭熙 | 880   | 14.66 | 新選區 |
| 多数票 | 多数票   | 多数票    | 1,401 | 23.35 | 新選區 |